# Dryadorchis singularis
Dryadorchis singularis là một loài thực vật có hoa trong họ Lan. Loài này được (J.J.Sm.) Christenson & Schuit. mô tả khoa học đầu tiên năm 1995.